# Bishapur
Bishapur (en persa medio: Bay-Šāpūr; persa: بیشاپور, Bishâpûr) era una ciudad antigua en la Persia Sasánida (actual Irán) en la antigua carretera entre Persis y Elam. La carretera unía las capitales sasánidas Istajr (muy cerca de la antigua Persépolis) y Ctesifonte. Se encuentra al sur de la moderna Faliyan en el condado de Kazerun de la provincia de Fars, Irán.
Bishapur se construyó cerca de un cruce de río y en el mismo sitio también hay un fuerte con depósitos excavados en la roca y un valle fluvial con seis relieves en la roca de la época sasánida.
El punto más destacada de la ciudad es la combinación de arte y arquitectura persa y romanos que no se había visto antes de la construcción de Bishapur. Antes de que se construyera Bishapur, casi todas las ciudades principales de Persia/Irán tenían una forma circular, como la ciudad vieja de Firuzabad o Darab. Bishapur fue la primera ciudad persa con calles verticales y horizontales. También en la ciudad, especialmente en los interiores, se pueden ver trabajos de azulejos adaptados del arte romano.
La «ciudad de Bishapur y sus componentes relacionados» ha sido reconocida  el 30 de junio de 2018 por la Unesco como Patrimonio de la Humanidad, parte del «Paisaje arqueológico sasánida de la región del Fars» (ref. n.º 1568-006).

## Historia

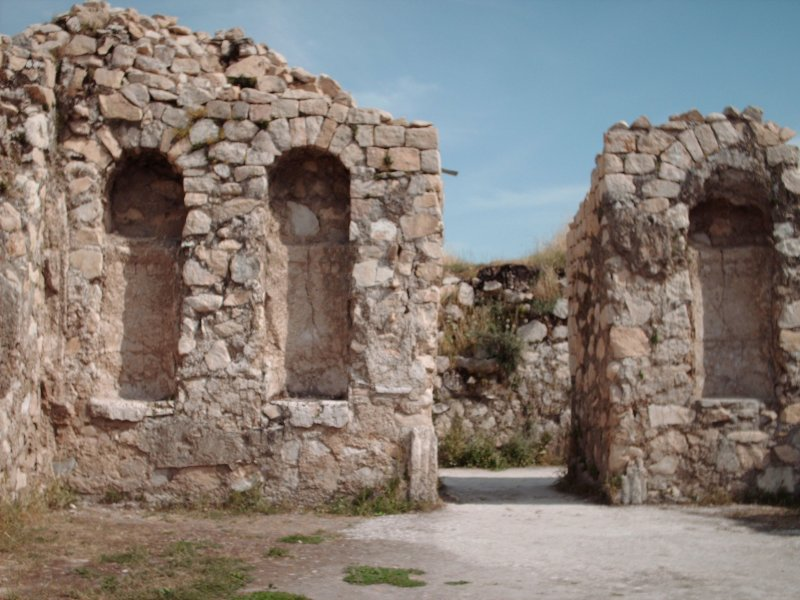
Ruinas del Palacio Shapur en Bishapur.

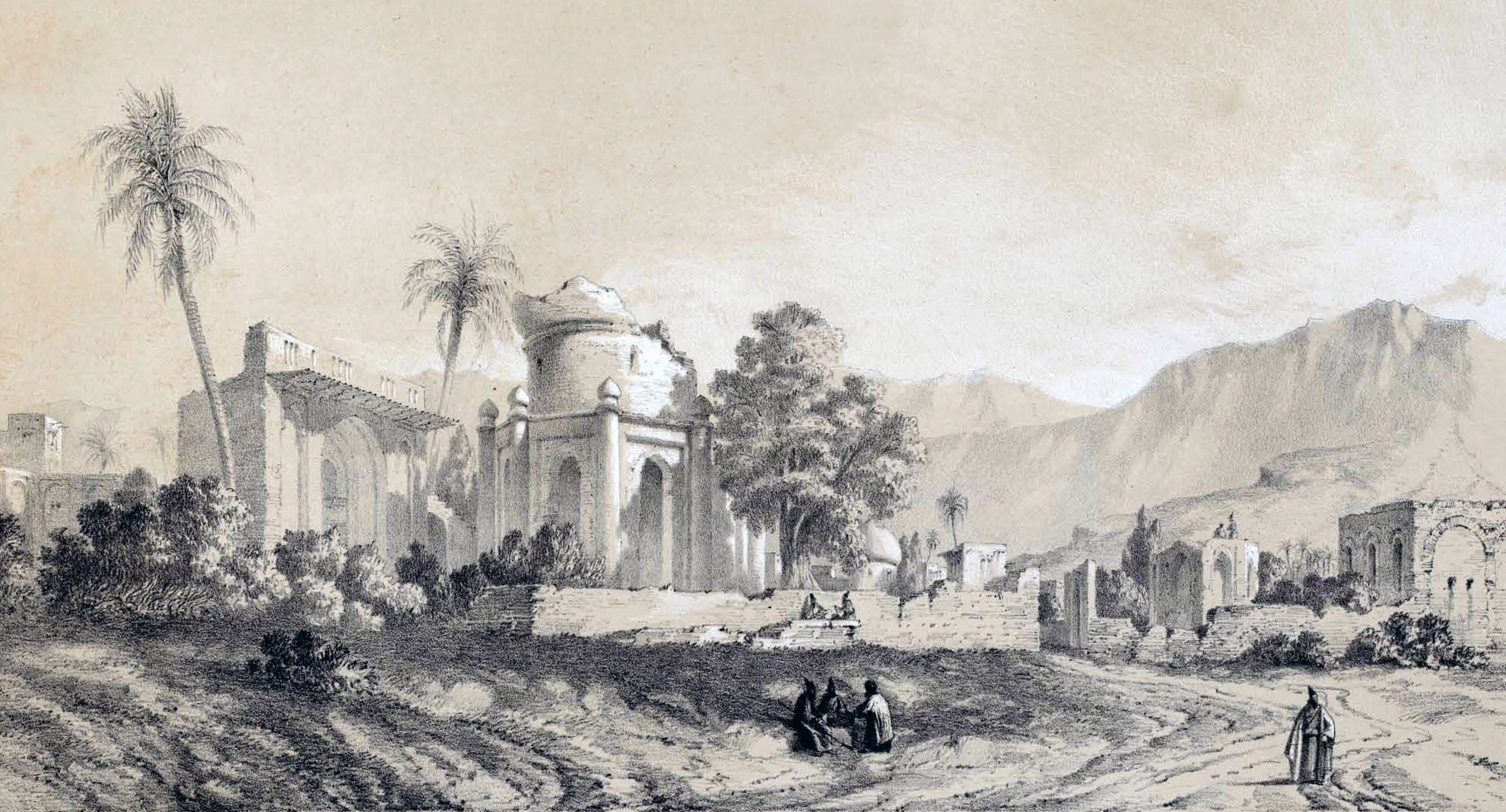
Bishapur en 1840; una pintura de Eugène Flandin en el libro "Viaje a Persia" (Voyage en Perse).

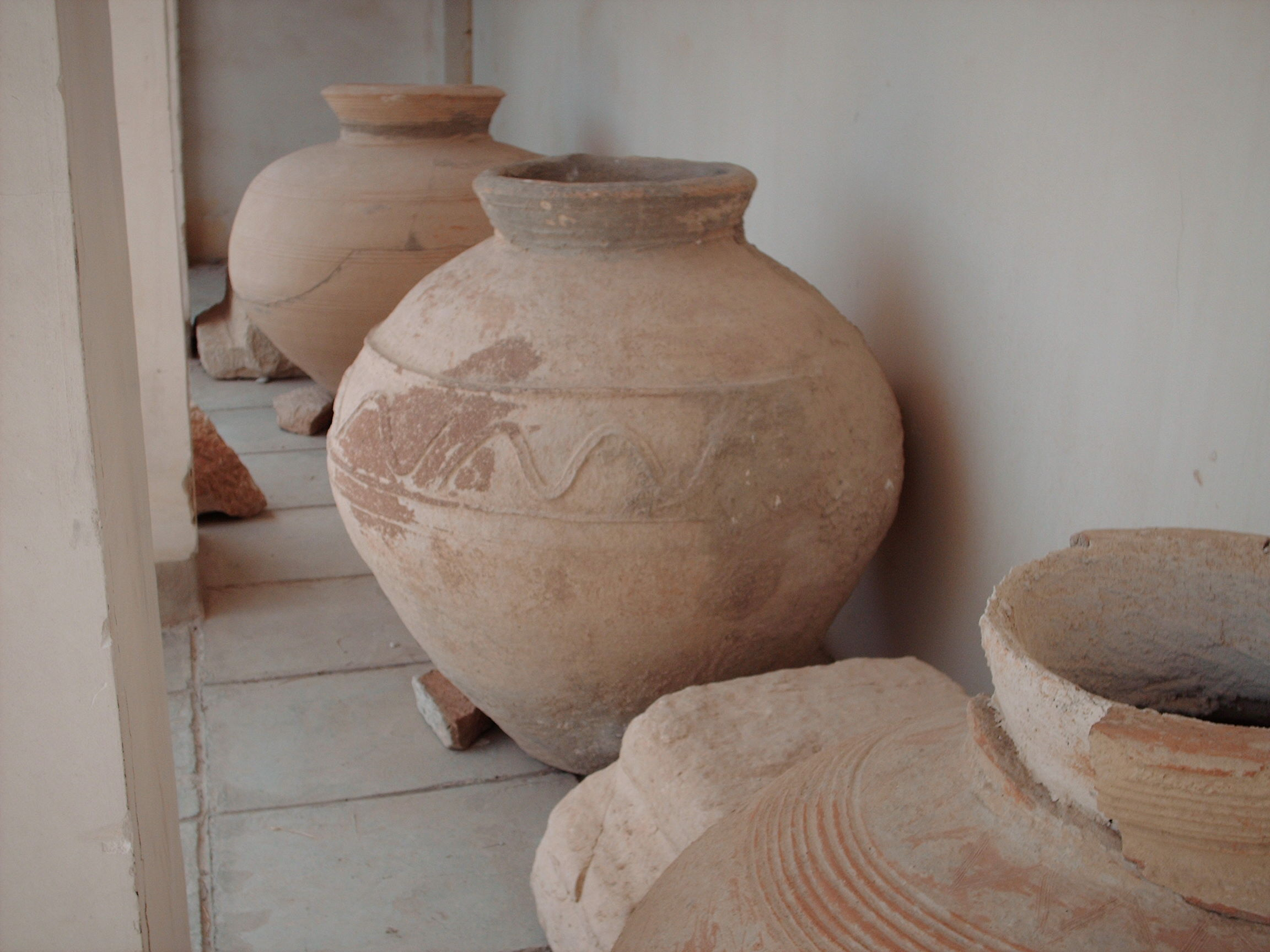
Frascos descubiertos en Bishapur.

El nombre Bishapur deriva de Bay-Šāpūr, que significa "Señor Shapur".
Según una inscripción, la ciudad misma fue fundada en 266 d. C. por Sapor I (241-272), quien fue el segundo rey sasánida e infligió una triple derrota a los romanos, habiendo matado a Gordiano III, capturado a Valeriano y obligado a Filipo el Árabe a la rendición. En su provincia natal de Fars, construyó una nueva capital que estaría a la altura de sus ambiciones: Bishapur, la "ciudad de Shapur". 
Fuera de la ciudad, Shapur decoró los lados del desfiladero del río Bishapur con un gran relieve histórico que conmemora su triple triunfo sobre Roma. Uno de estos relieves, de forma semicircular, tiene filas de registros con filas de soldados y caballos, en una deliberada imitación de las escenas narrativas de la Columna de Trajano en Roma.
En Bishapur, el rey también inauguró las imágenes sasánidas de la investidura del rey, que serían copiadas por sus sucesores: el rey y el dios están cara a cara, a menudo a caballo, y el dios, generalmente Ahura Mazda, sostiene la diadema real al soberano.
La ciudad tiene el extraordinario puente de la presa en Shushtar, construido por soldados romanos que habían sido capturados después de la derrota de Valeriano en 260. Sin embargo, no era un asentamiento completamente nuevo: los arqueólogos han encontrado restos de las edades parta y elamita.
La ciudad siguió siendo importante hasta la conquista árabe de Persia, el surgimiento del Islam en el segundo cuarto del siglo VII d. C. todavía había gente viviendo allí en el siglo X.
La ciudad tiene un plan rectangular con un patrón de cuadrícula de calles intraurbanas regulares, que se asemeja al diseño de la ciudad romana. Este diseño nunca se repitió en la arquitectura de Irán.

## Excavaciones e investigación
El sitio fue despejado por el arqueólogo ruso-francés Roman Ghirshman en la década de 1930. La arqueóloga británica Georgina Herrmann también escribió un libro sobre los relieves rupestres de Sasán en Bishapur que se publicó en 1980.

## Decoración

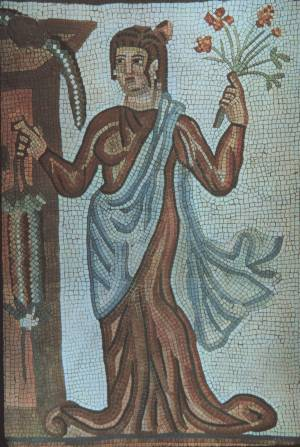
Detalle de mosaico de suelo persa-romano del palacio de Sapor I en Bishapur. Ahora este trabajo de azulejos está en el Museo Nacional de Irán.

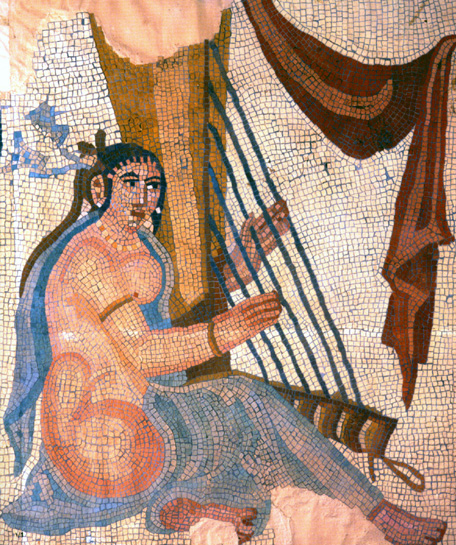
Mosaico de mármol del pavimento del piso de la época sasánida excavado por Roman Ghirshman, ca. 1939–1941. Departamento de antigüedades del Cercano Oriente, Suly, planta baja, sala 16, Louvre.

La mayor parte de las excavaciones se llevaron a cabo en el sector real, en el oriente de la ciudad. Cerca del palacio se erigió un templo de agua, interpretado como un templo de Anahita. En el centro hay un espacio en forma de cruz con ocho grandes exedras cuadradas decoradas con 64 nichos. Los excavadores franceses creían que se había cubierto con un techo abovedado, pero esta reconstrucción ha sido rechazada. 
Al oeste hay un patio decorado con mosaicos; al este, un iwan cuadrado utilizado como sala de recepción. Sus paredes debían estar cubiertas con pequeños adornos de estuco: hileras de medallones, bandas de follaje y rematadas con almenas heredadas de la arquitectura aqueménida. Todas estas técnicas decorativas se siguieron utilizando después de la conquista islámica de Persia.
El piso estaba pavimentado con losas de mármol negro, con cenefa de mosaico. A lo largo de las paredes discurre una banda estrecha con una serie de cabezas y máscaras, en vista frontal o de perfil, sobre un fondo blanco. En la parte superior de cada nicho había una imagen de mujeres desnudas bajo sus velos transparentes: cortesanas, músicos, bailarinas, mujeres retorciendo guirnaldas, junto con algunas damas nobles ricamente ataviadas.